# Barri Gòtic

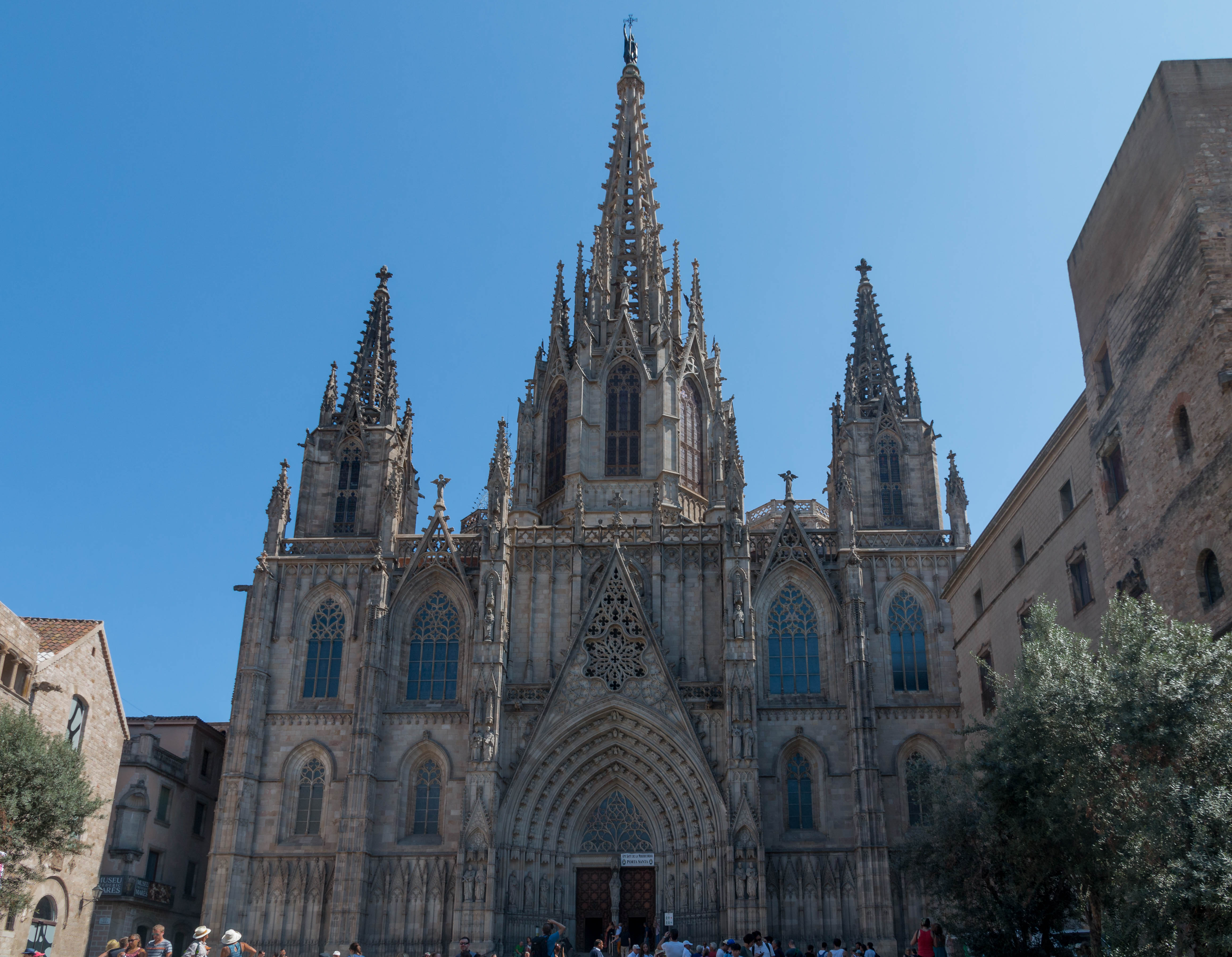
Die imposante Kathedrale von Barcelona bildet das Zentrum des Barri Gòtic

El Barri Gòtic (Kurzform: El Gòtic, katalanisch für "gotisches Viertel", spanisch: Barrio Gótico) ist das älteste Stadtviertel von Barcelona, das sich aus der römischen Siedlung Barcino entwickelte. Es gehört zum Verwaltungsbezirk Ciutat Vella (katalanisch für "Altstadt").
Das Viertel wird im Südwesten begrenzt durch die Promenade La Rambla, im Nordwesten durch den Platz Plaça de Catalunya und die Straße Carrer de Fontanella, im Nordosten durch die breite Durchgangsstraße Via Laietana und im Südosten durch das Mittelmeer.

## Geschichte
Die meisten Baudenkmäler stammen aus dem 14. und 15. Jahrhundert, der Blütezeit Barcelonas als Seemacht. Das Stadtbild ist geprägt durch viele enge und verwinkelte Gassen. Die Kathedrale, welche den Mittelpunkt des Barri Gòtic bildet, ist umringt von vielen geschichtsträchtigen Gebäuden. Das Barri Gòtic wurde in den 1920er Jahren umfassend saniert. In den Gassen des Viertels befinden sich bekannte Museen und viele kleine Geschäfte. 
Zusammen mit den Stadtvierteln El Raval, La Barceloneta und Sant Pere, Santa Caterina i la Ribera bildet es die Altstadt von Barcelona.
Die Gegend wurde unter der Herrschaft des römischen Kaisers Augustus besiedelt. An der Stelle der Plaça de Sant Jaume befand sich das Römische Forum.
Im Barri Gòtic befinden sich u. a. das Ajuntament de Barcelona (Rathaus der Stadt) und der Palau de la Generalitat (Sitz der katalanischen Regierung).

## Sehenswürdigkeiten
Zu den Sehenswürdigkeiten des Barri Gòtic zählen:

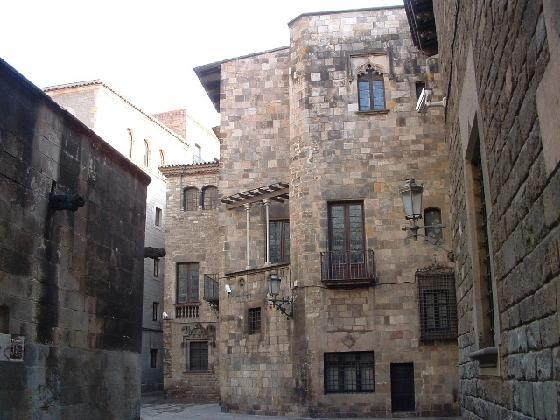
Casa dels Canonges

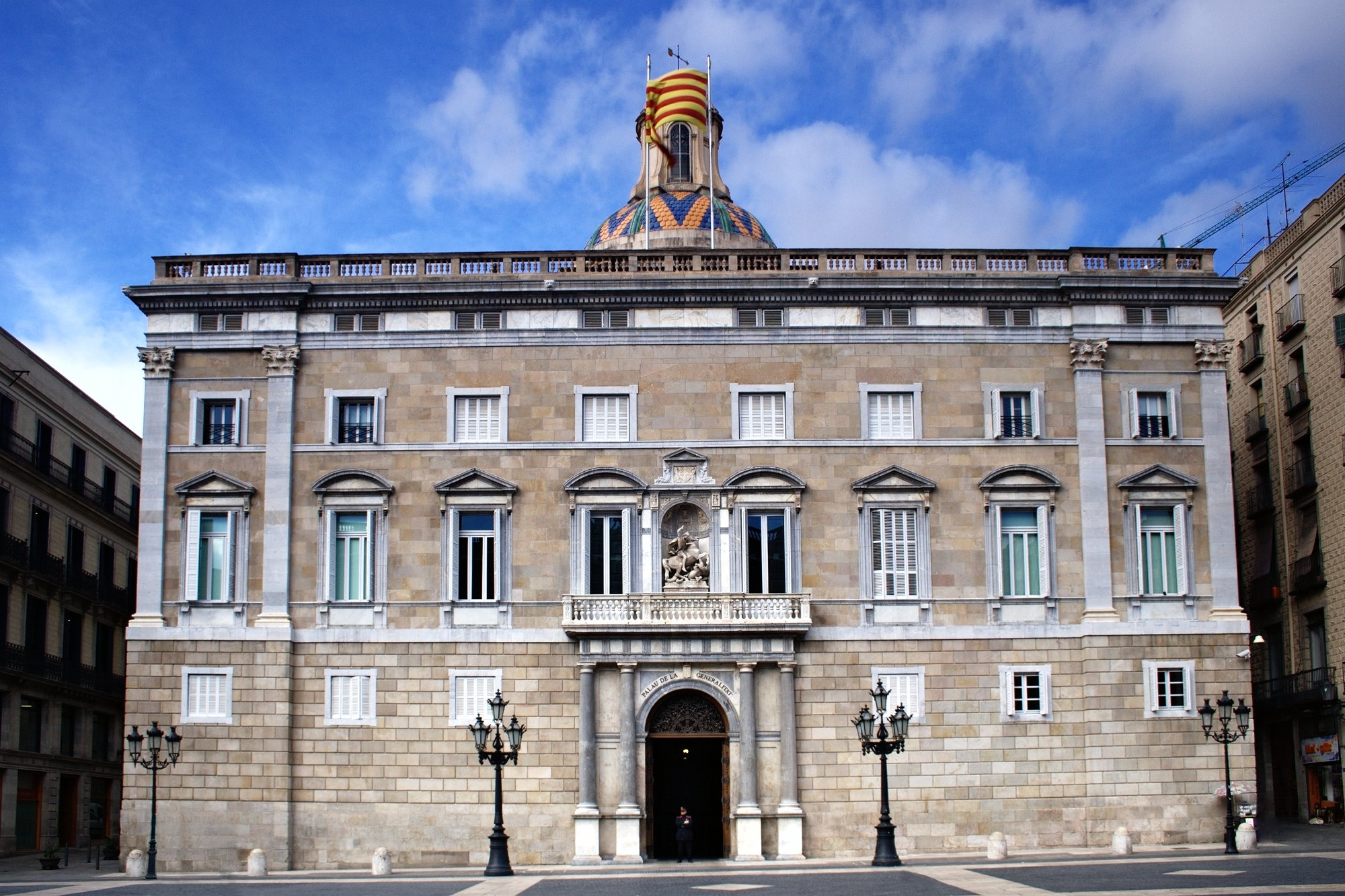
Palau de la Generalitat

### Bauwerke
- La Catedral, gotische Kathedrale. Die Grundsteinlegung erfolgte 1298, die Fertigstellung 1448.
- Casa de l’Ardiaca, Palais des Erzdiakons mit Stilelementen der Gotik, Renaissance und später angefügten Zitaten des Jugendstils.
- Palau Episcopal, erzbischöfliches Palais aus dem 13. Jahrhundert mit Resten des romanischen Ursprungsbaus im Innenhof und späteren Erweiterungen.
- Centre Excursionista de Catalunya, Reste eines Augustus-Tempels aus dem 2. Jahrhundert
- Palau de la Generalitat, Sitz des mittelalterlichen Ständeparlaments Kataloniens aus dem 14. Jahrhundert mit Erweiterungen aus dem 15. und 16. Jahrhundert. Als besonders sehenswert gilt der Innenhof von Marc Safont im Stil der Gotik, der seit 1425 gebaut wurde.
- Sants Just i Pastor, eine gotische Kirche mit einem gotischen Flügelaltar. Sie diente zeitweise als Hofkapelle.
- Palau Requesens aus dem 13. Jahrhundert. Einer der größten mittelalterlichen Paläste Barcelonas. Die römische Stadtmauer bildet eine Seite des Innenhofs.
- Palau del Lloctinent, Palast der spanischen Vizekönige von Katalonien, eines der wenigen Renaissancegebäude der Stadt aus den Jahren 1549–1557.
- Palau Reial Major, Palast der Grafen von Barcelona und Könige von Aragón mit großem gotischen Saal und einer Palastkapelle.
- Museu Frederic Marès und Museu Sentimental, ein Teil des alten Königspalasts mit Skulpturenmuseum und Museum mit großbürgerlichen Gebrauchsgegenständen.
- Casa de la Pia Almoina, ein ehemaliges Almosenhaus, welches eine Ausstellung von Tafelbildern und Skulpturen aus der Glanzzeit Barcelonas beinhaltet.
- Casa dels Canonges, hier waren früher die Domherren untergebracht. Heute residieren dort die katalanischen Ministerpräsidenten.
- Neogotische „Seufzerbrücke“, verbindet die beiden Gebäude Palau de la Generalitat und Casa dels Canonges.

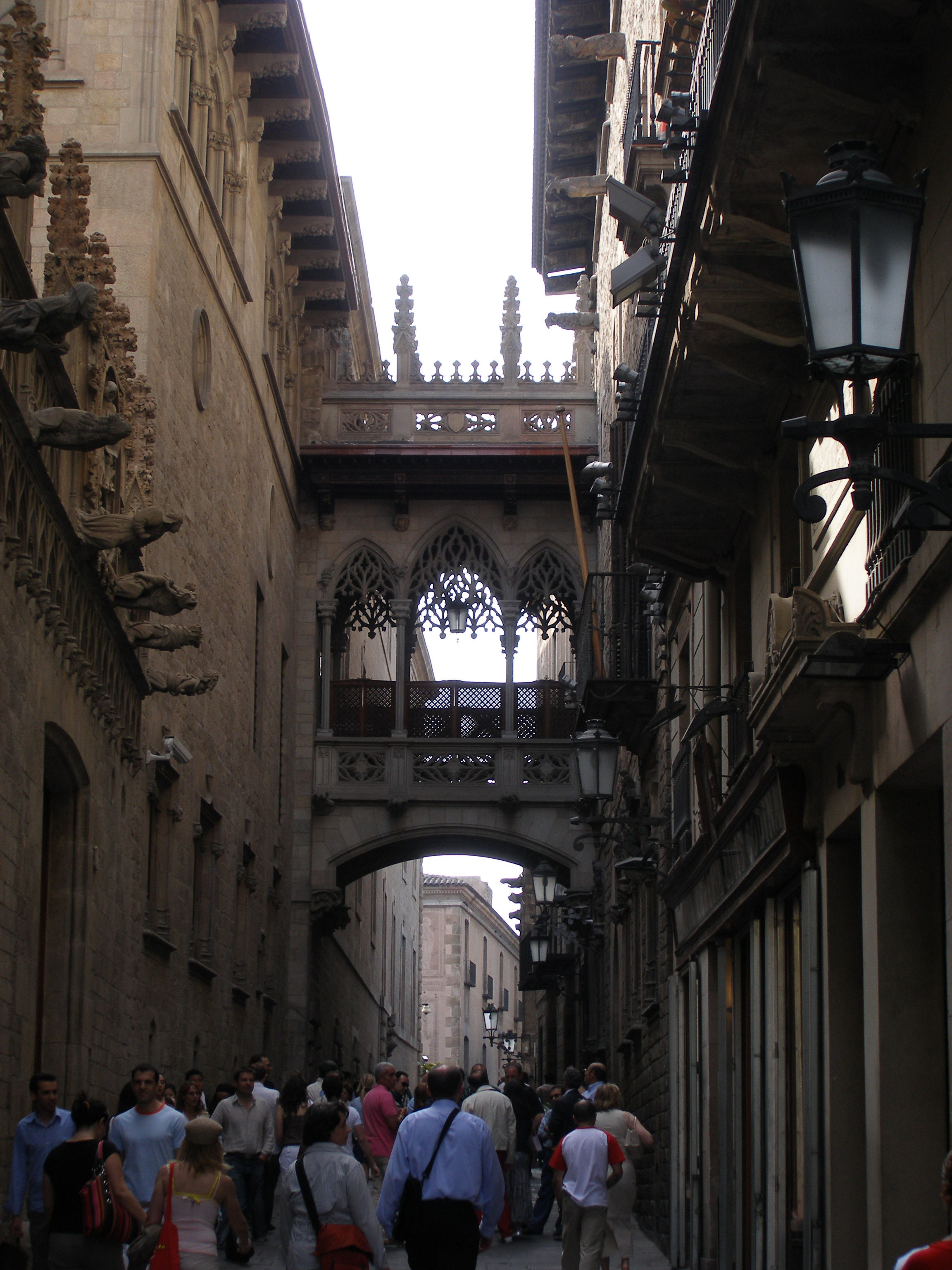
„Seufzerbrücke“

- Herboristeria del Rei, ein Traditionsreformhaus seit 1823 mit aufwändiger Innendekoration und Glaskuppel.

### Straßen und Plätze
- Carrer del Call, Straße mit Resten des jüdischen Viertels.
- Pla de la Seu, kleiner Platz direkt vor der Westfassade der Kathedrale. Er wurde am Anfang des 15. Jahrhunderts angelegt. Sonntags ist er ein feierlicher Tanzplatz für die Sardana, zu Weihnachten findet hier der Krippenmarkt statt.
- Plaça de Berenguer el Gran, ein Platz am Fuße der Römischen Stadtmauer mit Reiterstandbild von Raimon Berenguer III.
- Plaça Reial aus dem 19. Jahrhundert mit einheitlichen Fassaden im Stil des Klassizismus.
- Plaça Sant Felip Neri, ruhig gelegener, stimmungsvoller Platz.
- Plaça de Sant Jaume, gilt als Hauptplatz der Stadt mit Sitz der Generalitat de Catalunya und dem Rathaus von Barcelona.
- Plaça del Rei